# Пекарчук, Харитина Антоновна
Харитина Антоновна Пекарчук (урождённая Избицкая; укр. Харитина Антонівна Пекарчук; 14 октября 1894, Симферополь — 11 марта 1973, Дорнштадт, Баден-Вюртемберг) — первая женщина, получившая украинскую военную награду. Участница Революции и Гражданской войны на Украине.

## Биография
Родилась 14 октября 1894 года в Симферополе в семье землевладельцев Антона и Марии Избицких. Харитина по-разному описывала своё этническое происхождение. В 1924 году в автобиографии она писала, что родилась в семье украинцев, но спустя сорок лет в воспоминаниях она писала следующее: «Я от крови и кости полька. Мой дед Скальский был польским повстанцем, а я — его внучка „гайдамачка“». В мемуарах, изданных в 1969 году, она так описывала своё детство: «Моя семья была зажиточная, культурная, человеколюбивая, польской национальности… Службы в нашем доме были на украинском, поэтому украинский язык был нам одинаково родным».
В семье Избицких было три дочери и сын. Родители владели земельными участками в Киевской, Полтавской и Таврической губерниях. В Симферополе Избицкие имели недвижимость и сады. Отец Харитины скончался в 1905 году, когда ей было 11 лет. Из-за занятости матери большое влияние на её воспитание оказала няня — украинка из сельской местности.
В 1909 году в 15-летнем возрасте окончила шесть классов гимназии и вышла замуж за уроженца Полтавы Адриана Кнышенко. С началом Первой мировой войны супруга забрали в армию и Харитина вернулась жить к матери. В 1915 году она начала работать в Таврической губернской земской управе, где числилась следующие три года. В 1915 году познакомилась с Петром Близнюком, который переехал из Полтавы в Симферополь. Близнюк зачастую одевался в национальную украинскую одежду и давал девушке читать различные книги на украинском языке. По собственным словам, окончательно украинизировало её прочтение «Кобзаря» Тараса Шевченко. Параллельно с этим она посещала украинский театр. В 1916 году окончила курсы сестёр милосердия в Симферополе.

### Революция и Гражданская война
После Февральской революции 1917 года Харитина вместе с семьёй Близнюков и другими лицами организовала в Симферополе отделение «Просвиты». Весной 1917 года в составе делегации Украинской партии социалистов-революционеров (УПСР) принимала участие в съезде советов в Симферополе. Участвовала в Симферополе в митинге, посвящённом украинизации полка им. Д. Дорошенко. Под именем «Степан Книшенко» записалась в состав Украинского маршевого батальона 34-го запасного полка. В январе 1918 года из-за болезни матери вернулась в Симферополь, но после прихода к власти в Крыму большевиков, Харитина вновь покидает полуостров, предварительно уничтожив список всех членов «Просвиты» и спрятав оружие.
В феврале 1918 года, после поражения большевиков Харитина, решает вернуться в Крым, но в Кременчуге её арестовывают большевики. Проведя две недели под арестом, её освобождают немцы, после чего она возвращается в Симферополь. Её муж, вернувшийся из армии, предлагает ей перейти на сторону большевиков из-за чего она покидает Крым и переезжает в Елисаветград. Харитина устраивается машинисткой в уездной комендатуре. После разгона Центральной рады в апреле 1918 года комендант города — полковник Любимов приказывает всем служащим присягнуть гетману. Харитина отказывается присягать и увольняется с работы. Новым местом работы становится Союз кооперативов, где она трудится до антигерманского восстания осени 1918 года. Находясь в Елисаветграде, добивается развода с Адрианом Кнышенко.
Во время восстания она является старшиной по поручениям в Галицко-Украинском полку имени Богуна, сформированном в основном из украинцев, служивших в рядах австро-венгерской армии. Во время восстания в Елисаветграде Харитину арестовывают большевики, позже её освобождают сослуживцы. Вместе с армией УНР покидает Елисаветград. Большое количество раненных и больных тифом подтолкнуло Харитину обратиться в штаб Юго-Восточной группы Действующей Армии УНР, который находился на станции Бирзула, с просьбой сформировать санитарный поезд. Генерал-хорунжий Трифон Янов в итоге поручил ей сформировать такой поезд. Сформированный поезд забирает раненных и направляется в Одессу.
Харитина не уехала с санитарным поездом. Узнавший об этом атаман Ефим Божко предложил работать в его соединении «Запорожская Сечь», которое стремилось восстановить порядки Запорожской Сечи XVI—XVIII веков. Постановлением Всеобщего Казацкого совета «Запорожской Сечи» её официально пригласили заниматься вопросами санитарного поезда. На станции «Раздельная» она заболела тифом и вместе с поездом уехала в направлении Кишинёва. Выздоровев она с другими военнослужащими «Запорожской Сечи» возвращается на Украину. При переходе реки Збруч получила лёгкое ранение левой ноги.
Летом 1919 года «Запорожская Сечь» была расформирована и Харитина продолжила службу в части Юрия Тютюнника и в Гуцульском полку морской пехоты. 19 октября 1919 года в бою с деникинцами получила ранение в живот в бою под Тимановкой. Несмотря на не зажившее ранение она отправилась в зимний поход армии УНР в декабре 1919 года. Её приписали сестрой милосердия к Конному полку имени гетмана Ивана Мазепы. Командиром полка был Иван Пекарчук, за которого она вышла замуж. Возле села Вербка Ямпольского уезда получила различные травмы и контузию. Позже, она так описывала произошедшее: «Я была послана с донесением в штаб. Большевистская артиллерия стала бить по мне, взрыв и стрельба сбросили меня с лошади, на обеих ногах были порваны сухожилия, на левой ноге треснула чаша. Этим закончилась моя служба Украине как солдата». За участие в Зимнем походе получила жетон «Ордена „Железный крест“», став таким образов первой женщиной, получившей украинскую государственную военную награду. Позже её также наградили орденом Симона Петлюры.

### Эмиграция
После поражения армии УНР была интернирована в Польшу. Находилась в лагерях Пикуличи, Ланьцут и Стшалково. В конце 1921 года сбежала из лагеря в Карпаты, где нелегально работала на горе Радиова лесорубом. 15 июня 1922 года нелегально перешла границу Чехословакии. Работала кельнершей и мойщицей посуды в украинской столовой.
15 января 1924 года поступила на матуральные курсы, а в мае того же года сдала в Праге экзамены за шесть классов реального училища. После этого её зачислили свободной слушательницей Украинскую хозяйственную академии в Подебрадах. 5 марта 1925 года, спустя два дня после окончания матуральных курсов, она просит сенат академии зачислить её как действительную студентку. Однако из-за туберкулёза она прерывает учёбу. Находясь в эмиграции, присоединилась к гетманскому движению.
В 1929 году она переезжает в Польшу, где её муж становится инженером по регуляции Вислы. В декабре 1941 года с мужем возвращается на Украину, в Винницу, где организовывает Женскую служба Украины и становится председателем организации. В 1943 году её вместе с мужем арестовывает гестапо за связи с партизанами, но через пару месяцев отпускает. В 1945 году они оказались в лагере «Рейнхард-казармы» в Новом Ульме, где она принимала участие в женской организации. После этого она в течение трёх с половиной лет лечится в санатории от туберкулёза.
В 1958 году умирает её муж, а в 1973 году в доме престарелых умирает сама Харитина Пекарчук.

## Воспоминания
- Пекарчук Х. Моя служба Україні, як вояка // Дороговказ. Орган національної думки і чину. — 1964. — No 1-2 (19-20). — С. 10-13
- Пекарчук Х. Вояцьким шляхом Архивная копия от 17 мая 2018 на Wayback Machine // Наше життя. — 1969. — № 2-10.